# Eye II Eye
Eye II Eye (агнл. Віч-на-віч) — сімнадцятий альбом німецького рок-гурту Scorpions, випущений 1999 року. Записаний у цифровому форматі на жорсткий диск. У стильовому відношенні, альбом відхилений від основного напряму гурту, тому не всіма сприймається адекватно.
Склад музикантів:
- Клаус Майне — вокал, перкустика
- Рудольф Шенкер — гітара
- Маттіас Ябс — гітара, voicebox
- Ральф Рікерманн — бас
- Джеймс Коттак — ударні

Пісні:
- 1. Mysterious
- 2. To be №1
- 3. Obsession
- 4. 10 light years away
- 5. Mind like a tree
- 6. Eye II eye
- 7. What you give, you get back
- 8. Skywriter
- 9. Yellow butterfly
- 10. Freshly squeezed
- 11. Priscilla
- 12. Du bist so schmutzig
- 13. Aleyah
- 14. A moment in a million years

Лейбл: East West